# Fira Aeronàutica de Dubai
La Fira Aeronàutica de Dubai (معرض دبي للطيران) és un esdeveniment aeroespacial biennal que se celebra a Dubai (Emirats Àrabs Units) des del 1986 i actualment sota el patrocini de Muhammad bin Rashid Al Maktum, vicepresident i primer ministre dels Emirats Àrabs Units i emir de Dubai. Se l'ha descrit com la principal fira aeronàutica d'Àsia, posició que es disputa amb la Fira Aeronàutica de Singapur.